# Dianne Ferreira-James
Dianne Ferreira-James (* 3. November 1970 in Bartica) ist eine ehemalige guyanische Fußballschiedsrichterin.
Ferreira-James begann in ihrer Schulzeit aktiv mit dem Fußballspielen. Als erwachsene Spielerin gehörte sie zeitweise der Auswahl ihres Landes an; 1995 bestritt sie Länderspiele gegen Barbados und Trinidad und Tobago. Auch als Cricket-Spielerin war sie erfolgreich und nahm an internationalen Turnieren teil.
1997 besuchte Ferreira-James ihren ersten Schiedsrichter-Lehrgang; bereits zwei Jahre später, 1999, erhielt sie das FIFA-Zertifikat. 2002 wurde sie zur U-19-WM der Frauen in Kanada eingeladen, wo ihr nach guten Leistungen im Verlauf des Turniers die Leitung des Finales zwischen den USA und Kanada anvertraut wurde.
Zwei Jahre später vertrat sie ihren Verband beim Fußballturnier der Damen während der Olympischen Spiele in Athen. Hier pfiff sie das Gruppenspiel zwischen Japan und Nigeria sowie die Halbfinal-Paarung zwischen Schweden und Brasilien. Das Finale des Turniers (USA – Brasilien) am 26. August 2004 erlebte sie zunächst als vierte Unparteiische an der Seitenlinie. Als sich jedoch die Hauptschiedsrichterin, die Schwedin Jenny Palmqvist, kurz vor Ablauf der regulären Spielzeit beim Stand von 1:1 verletzte, übernahm Dianne Ferreira-James in der Verlängerung die Leitung des Spiels und führte es zu Ende.
Bei der WM 2007 in China leitete Ferreira-James zwei Gruppenspiele. 2008 wurde sie für das Damenfußballturnier der Olympischen Spiele in Peking nominiert, wo sie unter anderem das Vorrundenspiel Deutschland – Nordkorea (1:0) pfiff.